# Giro d'Itàlia de 1964
El Giro d'Itàlia de 1964 fou la 47a edició del Giro d'Itàlia i es disputà entre el 16 de maig i el 7 de juny de 1964, amb un recorregut de 4.119 km distribuïts en 22 etapes, una d'elles contrarellotge individual. 130 ciclistes hi van prendre part, acabant-lo 97 d'ells. La sortida fou a Bolzano i l'arribada a Milà.

## Història
Aquesta fou la segona victòria al Giro d'Itàlia de Jacques Anquetil, el qual aconseguí el lideratge en acabar la cinquena etapa, l'única contrarellotge de la cursa, i no el va abandonar fins a la finalització d'aquesta. En aquesta ocasió el recorregut visità San Marino i durant l'etapa reina, la vintena, s'endinsà per carreteres franceses. Aquesta etapa, en què es pujava el coll de la Madeleine, Vars, Izoard, Montgenèvre i Sestrieras, no donà lloc a grans diferències, ja que excepte el vencedor de l'etapa, l'italià Bitossi, la resta de favorits arribaren junts a meta.
Al podi de Milà Anquetil va estar acompanyat per Italo Zilioli, que d'aquesta manera aconseguir el primer dels seus tres segons llocs consecutius a la cursa rosa, i Guido de Rosso.
L'única victòria d'etapa espanyola fou la del valencià Angelino Soler en la setena etapa.

## Equips participants
En aquesta edició del Giro hi van prendre part 13 equips formats per 10 ciclistes cadascun, per formar un pilot amb 130 corredors.
| Núm.  | Codi | Equip   |
| ----- | ---- | ------- |
| 1-10  | CYN  | Cynar   |
| 11-20 | CAR  | Carpano |
| 21-30 | CIT  | Cite    |
| 31-40 | GAZ  | Gazzola |
| 41-50 | IBA  | IBAC    |
| 51-60 | IGN  | Ignis   |
| 61-70 | LEG  | Legnano |

| Núm.    | Codi | Equip         |
| ------- | ---- | ------------- |
| 71-80   | LYG  | Lygie         |
| 81-90   | MOL  | Molteni       |
| 91-100  | SAL  | Salvarani     |
| 101-110 | SPR  | Spring Oil    |
| 111-120 | STR  | Saint-Raphaël |
| 121-130 | ROM  | Romeo         |

## Etapes
| Número | Data       | Inici - final                         | Km  | Vencedor d'etapa           | Líder de la general    |
| ------ | ---------- | ------------------------------------- | --- | -------------------------- | ---------------------- |
| 1a     | 16 de maig | Bolzano - Riva del Garda              | 173 | Vittorio Adorni (ITA)      | Vittorio Adorni (ITA)  |
| 2a     | 17 de maig | Riva del Garda - Brescia              | 146 | Michele Dancelli (ITA)     | Michele Dancelli (ITA) |
| 3a     | 18 de maig | Brescia - San Pellegrino Terme        | 193 | Franco Bitossi (ITA)       | Enzo Moser (ITA)       |
| 4a     | 19 de maig | San Pellegrino Terme - Parma          | 189 | Vito Taccone (ITA)         | Enzo Moser (ITA)       |
| 5a     | 20 de maig | Parma - Busseto (CRI)                 | 50  | Jacques Anquetil (FRA)     | Jacques Anquetil (FRA) |
| 6a     | 21 de maig | Parma - Verona                        | 100 | Vendramino Bariviera (ITA) | Jacques Anquetil (FRA) |
| 7a     | 22 de maig | Verona - Lavarone                     | 168 | Angelino Soler (ESP)       | Jacques Anquetil (FRA) |
| 8a     | 23 de maig | Lavarone - Pedavena                   | 183 | Marcello Mugnaini (ITA)    | Jacques Anquetil (FRA) |
| 9a     | 24 de maig | Feltre - Marina di Ravenna            | 260 | Pietro Zoppas (ITA)        | Jacques Anquetil (FRA) |
| 10a    | 25 de maig | Marina di Ravenna - San Marino (SMR)  | 135 | Rolf Maurer (SUI)          | Jacques Anquetil (FRA) |
| 11a    | 26 de maig | Rímini - San Benedetto del Tronto     | 185 | Raffaele Marcoli (ITA)     | Jacques Anquetil (FRA) |
| 12a    | 27 de maig | San Benedetto del Tronto - Roccaraso  | 257 | Walter Boucquet (BEL)      | Jacques Anquetil (FRA) |
| 13a    | 28 de maig | Roccaraso - Caserta                   | 188 | Giorgio Zancanaro (ITA)    | Jacques Anquetil (FRA) |
| 14a    | 29 de maig | Caserta - Castel Gandolfo             | 210 | Vittorio Adorni (ITA)      | Jacques Anquetil (FRA) |
| 15a    | 30 de maig | Roma - Montepulciano                  | 214 | Nino Defilippis (ITA)      | Jacques Anquetil (FRA) |
| 16a    | 31 de maig | Montepulciano - Liorna                | 199 | Franco Bitossi (ITA)       | Jacques Anquetil (FRA) |
| 17a    | 1 de juny  | Liorna - Santa Margherita Ligure      | 210 | Franco Bitossi (ITA)       | Jacques Anquetil (FRA) |
|        | 2 de juny  | jornada de descans                    |     |                            |                        |
| 18a    | 3 de juny  | Santa Margherita Ligure - Alessandria | 205 | Bruno Mealli (ITA)         | Jacques Anquetil (FRA) |
| 19a    | 4 de juny  | Alessandria - Cuneo                   | 205 | Cees Lute (NED)            | Jacques Anquetil (FRA) |
| 20a    | 5 de juny  | Cuneo - Pinerolo                      | 254 | Franco Bitossi (ITA)       | Jacques Anquetil (FRA) |
| 21a    | 6 de juny  | Torí - Biella                         | 200 | Gianni Motta (ITA)         | Jacques Anquetil (FRA) |
| 22a    | 7 de juny  | Biella - Milà                         | 146 | Willy Altig (GER)          | Jacques Anquetil (FRA) |

## Classificacions finals

### Classificació general
| Classificació General | Classificació General   | Classificació General | Classificació General |
| Pos.                  | Ciclista                | Equip                 | Temps                 |
| --------------------- | ----------------------- | --------------------- | --------------------- |
| 1                     | Jacques Anquetil (FRA)  | Saint-Raphaël         | 115h 10' 27"          |
| 2                     | Italo Zilioli (ITA)     | Carpano               | + 1' 22"              |
| 3                     | Guido De Rosso (ITA)    | Molteni               | + 1' 31"              |
| 4                     | Vittorio Adorni (ITA)   | Salvarani             | + 2' 22"              |
| 5                     | Gianni Motta (ITA)      | Molteni               | + 2' 38"              |
| 6                     | Renzo Fontona (ITA)     | Ignis                 | + 3' 30"              |
| 7                     | Marcello Mugnaini (ITA) | Lygie                 | + 5' 05"              |
| 8                     | Franco Balmamion (ITA)  | Cynar                 | + 6' 00"              |
| 9                     | Rolf Maurer (SUI)       | Cynar                 | + 7' 47"              |
| 10                    | Franco Bitossi (ITA)    | Spring Oil            | + 9' 20"              |

### Classificació de la muntanya
|   | Ciclista                      | Equip      | Punts |
| - | ----------------------------- | ---------- | ----- |
| 1 | Franco Bitossi (ITA)          | Spring Oil | 200   |
| 2 | Antonio Gómez del Moral (ESP) | Ignis      | 140   |
| 3 | Franco Balmamion (ITA)        | Cynar      | 110   |
| 3 | Vito Taccone (ITA)            | Salvarani  | 110   |
| 5 | Italo Zilioli (ITA)           | Carpano    | 70    |